# Mezinárodní unie pro geodézii a geofyziku
Mezinárodní unie pro geodézii a geofyziku (International union of geodesy and geophysics – IUGG) je mezinárodní nevládní vědecká organizace sdružující vědecké instituce zabývající se studiem Země s použitím geodetických a geofyzikálních metod. Unie byla založena 28. července 1919. První shromáždění se konalo v květnu 1922 v Římě.

## Sdružení
IUGG sestává z osmi částečně samostatných sdružení:
- International Association of Cryospheric Sciences (IACS)
- International Association of Geodesy (IAG) – Mezinárodní geodetická asociace
- International Association of Geomagnetism and Aeronomy (IAGA) – Mezinárodní asociace pro geomagnetismus a aeronomii
- International Association of Hydrological Sciences (IAHS) – Mezinárodní asociace hydrologických věd
- International Association of Meteorology and Atmospheric Sciences (IAMAS) – Mezinárodní sdružení pro meteorologii a atmosférické vědy
- International Association for the Physical Sciences of the Oceans (IAPSO) – Mezinárodní asociace fyziky oceánů
- International Association of Seismology and Physics of the Earth's Interior (IASPEI) – Mezinárodní asociace seismologické a fyziky zemského nitra
- International Association of Volcanology and Chemistry of the Earth's Interior (IAVCEI)

## Komise
IUGG ustavilo některé komise na podporu řešení mezioborových problémů:
- Climatic and Environmental Changes (CCEC) / Commission sur les changements climatiques et environnementaux;
- Mathematical Geophysics (CMG) / Géophysique mathématique
- Geophysical Risk and Sustainability (GRC) / Commission sur les risques géophysiques et développement durable
- Study of the Earth's Deep Interior (SEDI) / Étude des profondeurs terrestres
- Data and Information Commission (UCDI) / pour les Données et l’Information
- Planetary Sciences (UCPS) / Planétologie

## Kongres
Zprvu každé tři roky s válečnou přestávkou a později každé čtyři roky se koná přibližně dvoutýdenní kongres, přesněji valné zasedání, či valné shromáždění, nebo generální shromáždění, případně dle Tomáše Garrigue Masaryka prostě sjezd, s řádově kdysi sty a později tisíci účastníky a množstvím jednotlivých konferencí. Valná shromáždění IUGG byla svolána kupříkladu v roce:
- 1922 do Říma (Italské království) – 1. valné shromáždění,
- 1927 do Prahy (Československá republika) – 3. valné shromáždění,
- 1991 do Vídně (Rakouská republika) – 20. valné shromáždění,
- 1995 do Boulderu (Spojené státy americké) – 21. valné shromáždění,
- 1999 do Birminghamu (Spojené království Velké Británie a Severního Irska) – 22. valné shromáždění,
- 2003 do Sapporu (Japonsko) – 23. valné shromáždění,
- 2007 do Perugie (Italská republika) – 24. valné shromáždění,
- 2011 do Melbourne (Australské společenství) – 25. valné shromáždění,
- 2015 do Prahy (Česká republika) – 26. valné shromáždění,
- 2019 do Montréalu (Kanada) – 27. valné shromáždění,
- 2023 do Berlína (Spolková republika Německo) – 28. valné shromáždění.